# Рубен Бараха
Рубен Бараха Вегас (на испански: Rubén Baraja Vegas) е испански, бивш професионален футболист, централен полузащитник. Той е играл за Валенсия. Висок е 180 см. и тежи 77 кг. Бараха прави дебюта си през 1993 г. като футболист на Валядолид (42 мача и 2 гола). След това халфът преминава в Атлетико Мадрид (34 мача и 4 гола). През лятото на 2000 г. Бараха преминава във Валенсия (към септември 2009 г. 221 мача и 41 гола). Шампион на Испания през 2002 и 2004 г. Носител на Купата на УЕФА и Суперкупата на Европа за 2004 г. и на Купата на краля през 2008 г. Полузащитникът дебютира за Испания на 7 октомври 2000 г. срещу Израел. Има 43 мача и 7 гола за националния отбор. Стабилен халф, който се отличава с борбеност и силен шут.

## Треньорска кариера
Дебютът на бараха като треньор, е за Елче КФ. Първият си мач той губи 2:0 срещу отбора на Понферадина от Сегунда Дивисион.
1. ↑  Ruben Baraja //   Sporting Heroes. Посетен на 30 ноември 2002.
2. ↑  Rubén Baraja //   transfermarkt.co.uk.